# Écoust-Saint-Mein
Écoust-Saint-Mein ist eine französische Gemeinde im Département Pas-de-Calais in der Region Hauts-de-France. Sie gehört zum Kanton Bapaume im Arrondissement Arras.

## Lage
Die Gemeinde Écoust-Saint-Mein liegt am Südostrand des Artois, 15 Kilometer südöstlich von Arras und 20 Kilometer westlich von Cambrai. Hier kreuzen sich die Fernstraßen von Bapaume nach Douai und von Arras nach Gouzeaucourt. Nachbargemeinden von Écoust-Saint-Mein sind Bullecourt im Nordosten, Noreuil im Südosten, Vaulx-Vraucourt im Süden, Mory im Südwesten, Saint-Léger im Westen sowie Croisilles im Nordwesten. Durch den Südwestzipfel des Gemeindegebietes von Écoust-Saint-Mein führen parallel die Autoroute A1 und die Eisenbahn-Schnellfahrstrecke LGV Nord.

## Bevölkerungsentwicklung
| Jahr                       | 1962 | 1968 | 1975 | 1982 | 1990 | 1999 | 2006 | 2016 | 2022 |
| -------------------------- | ---- | ---- | ---- | ---- | ---- | ---- | ---- | ---- | ---- |
| Einwohner                  | 460  | 466  | 453  | 468  | 443  | 429  | 475  | 492  | 484  |
| Quellen: Cassini und INSEE |      |      |      |      |      |      |      |      |      |

## Sehenswürdigkeiten

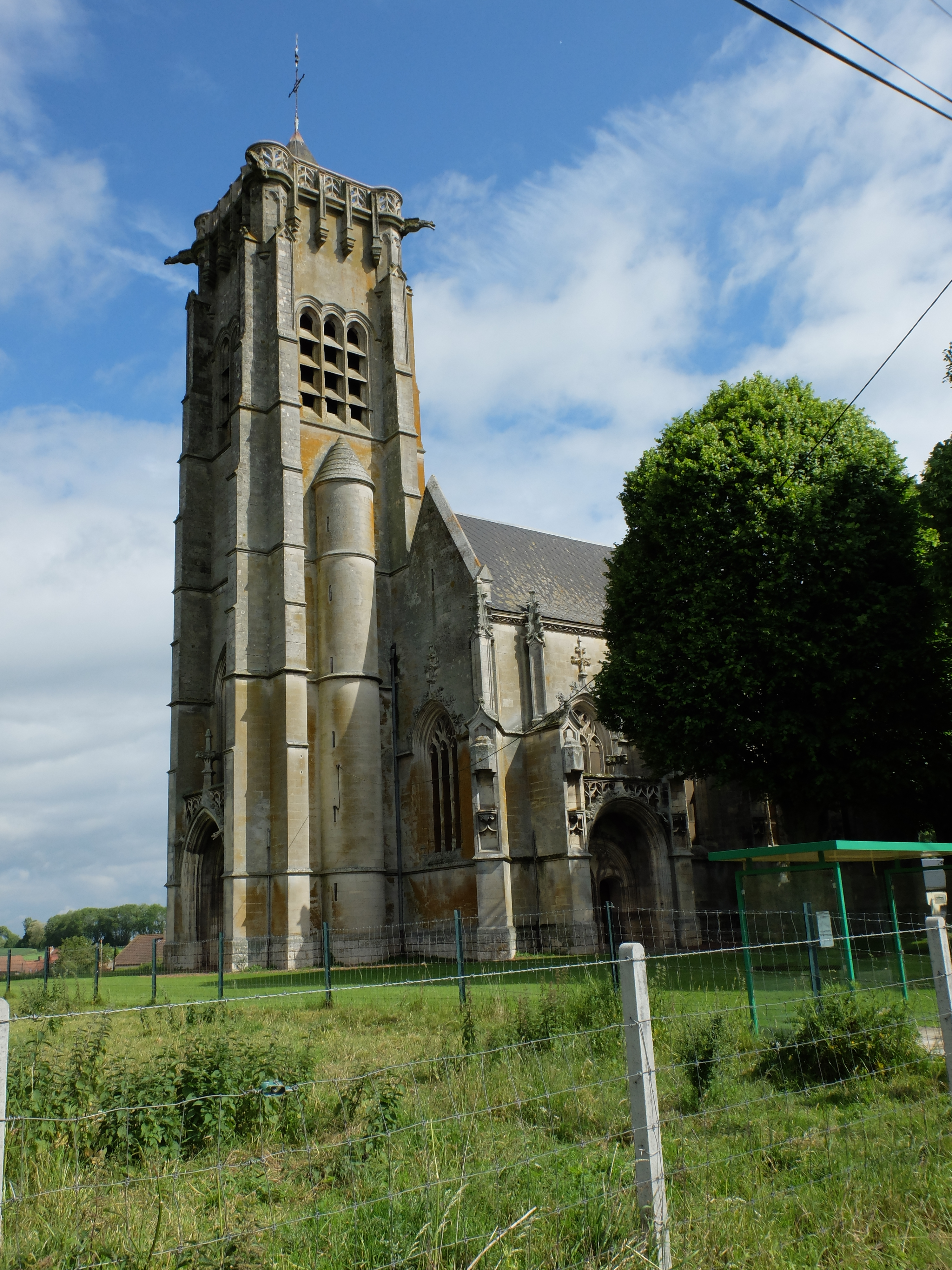
Kirche Saint-Mein
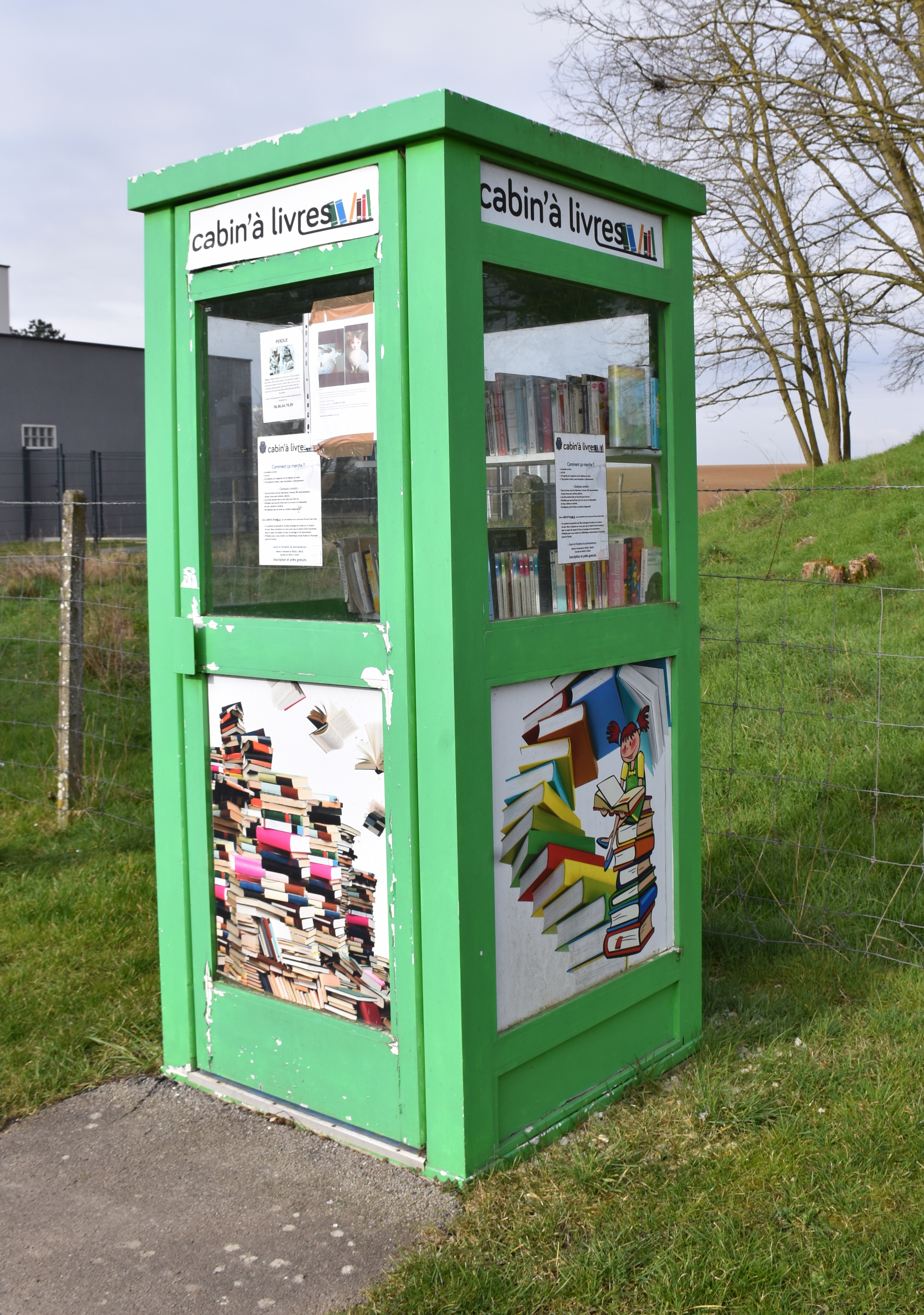
Öffentlicher Bücherschrank
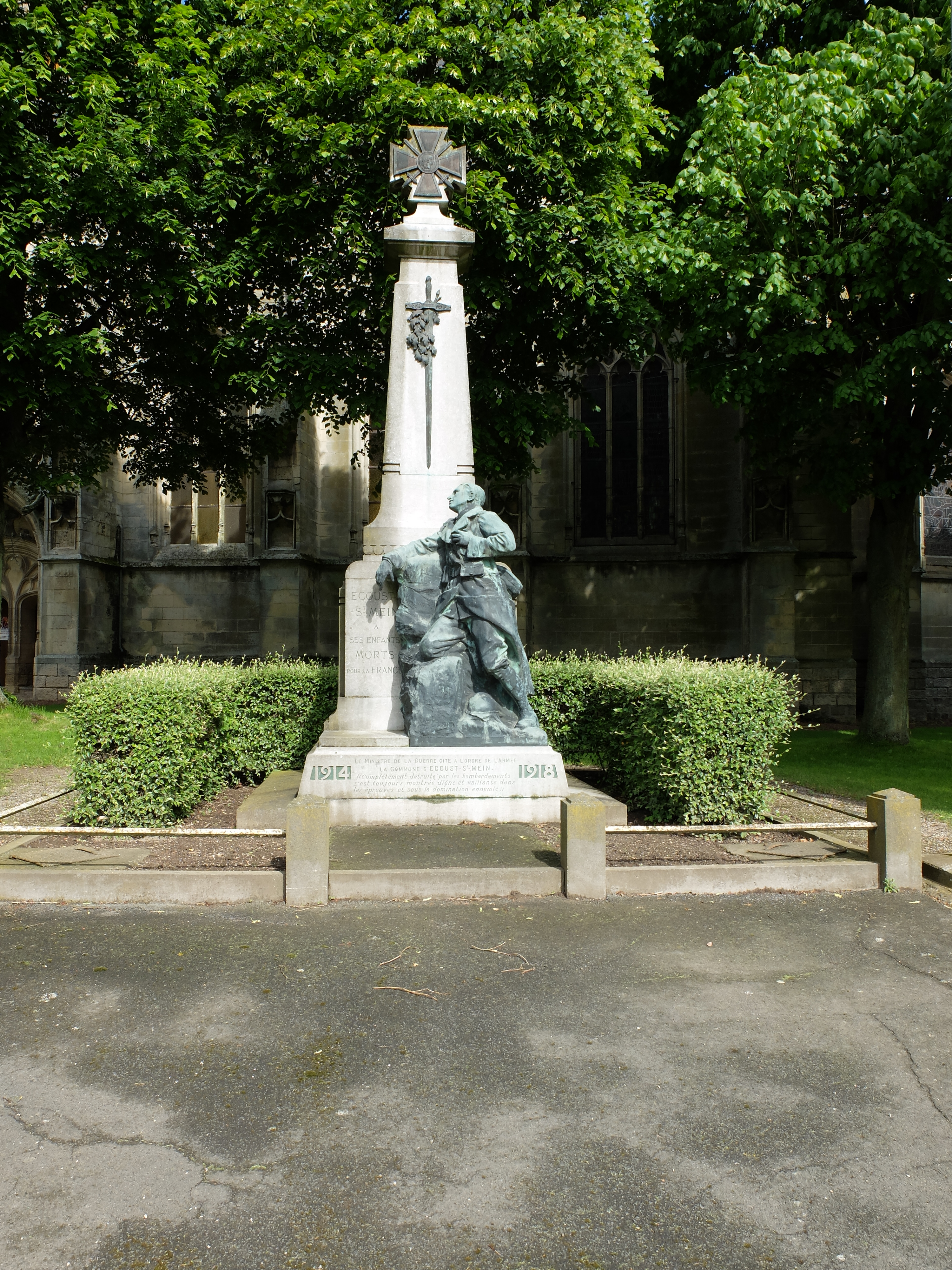
Gefallenendenkmal
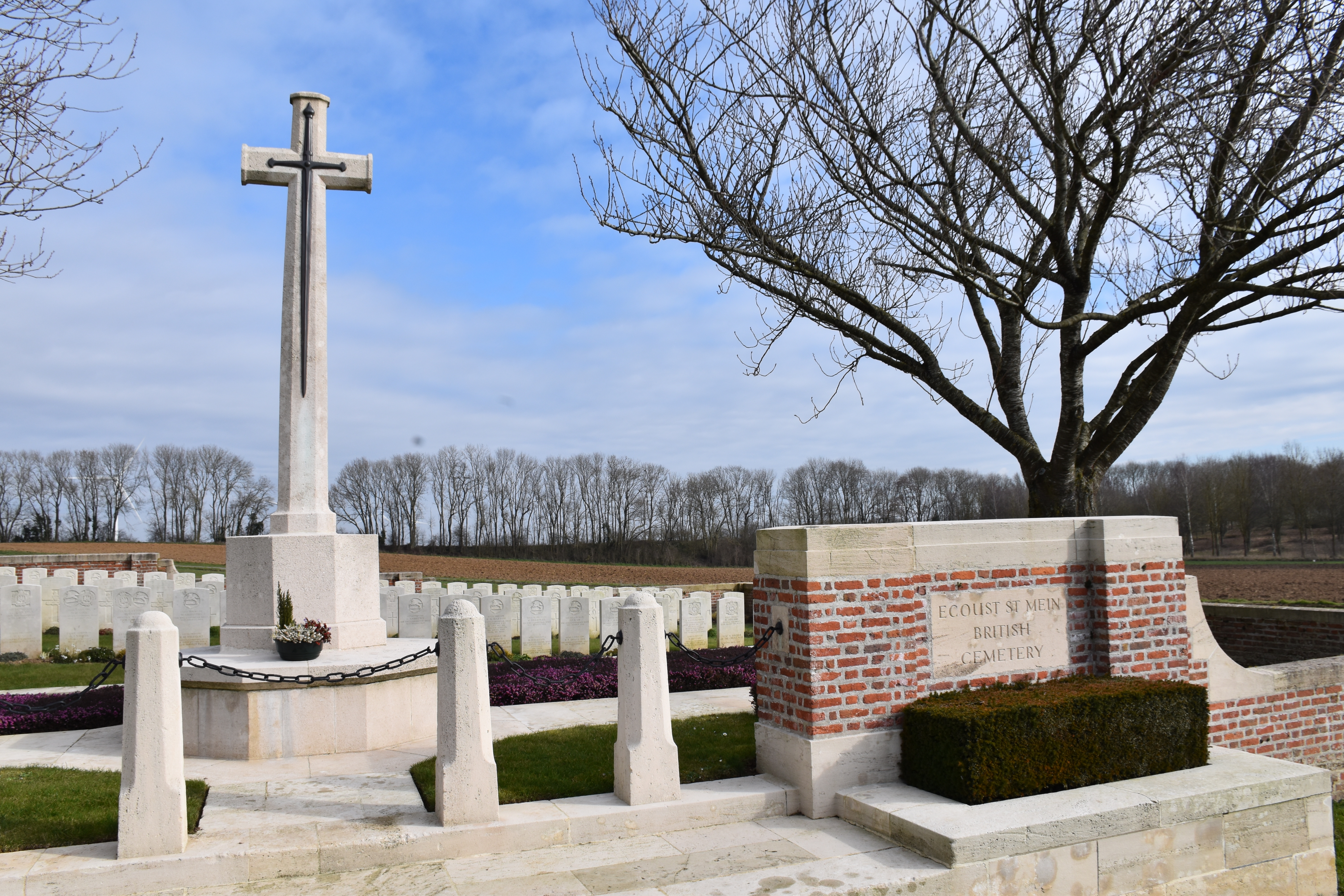
Britischer „Ecoust-St Mein“-Soldatenfriedhof
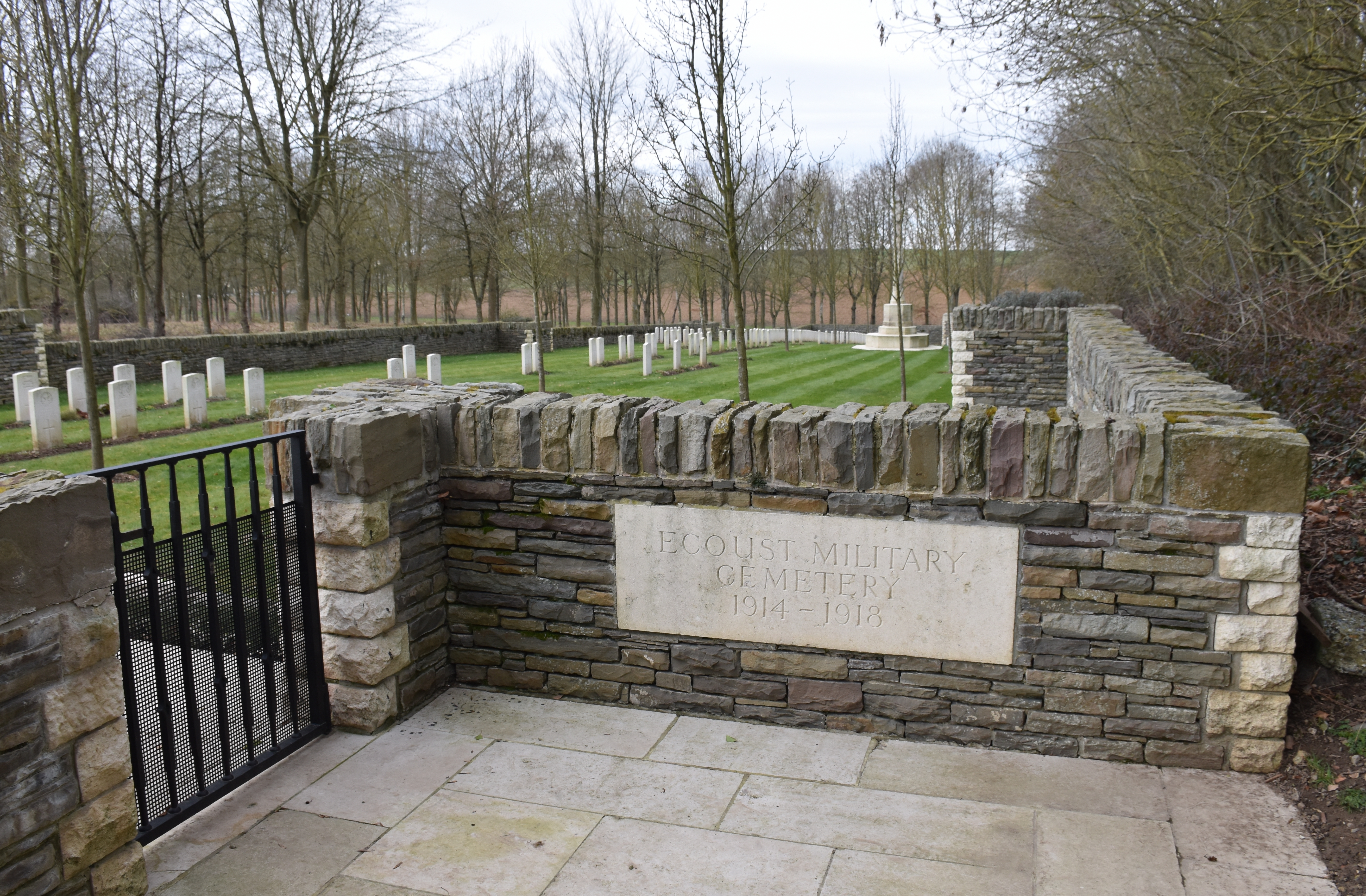
Britischer „Ecoust“-Soldatenfriedhof des Ersten Weltkrieges
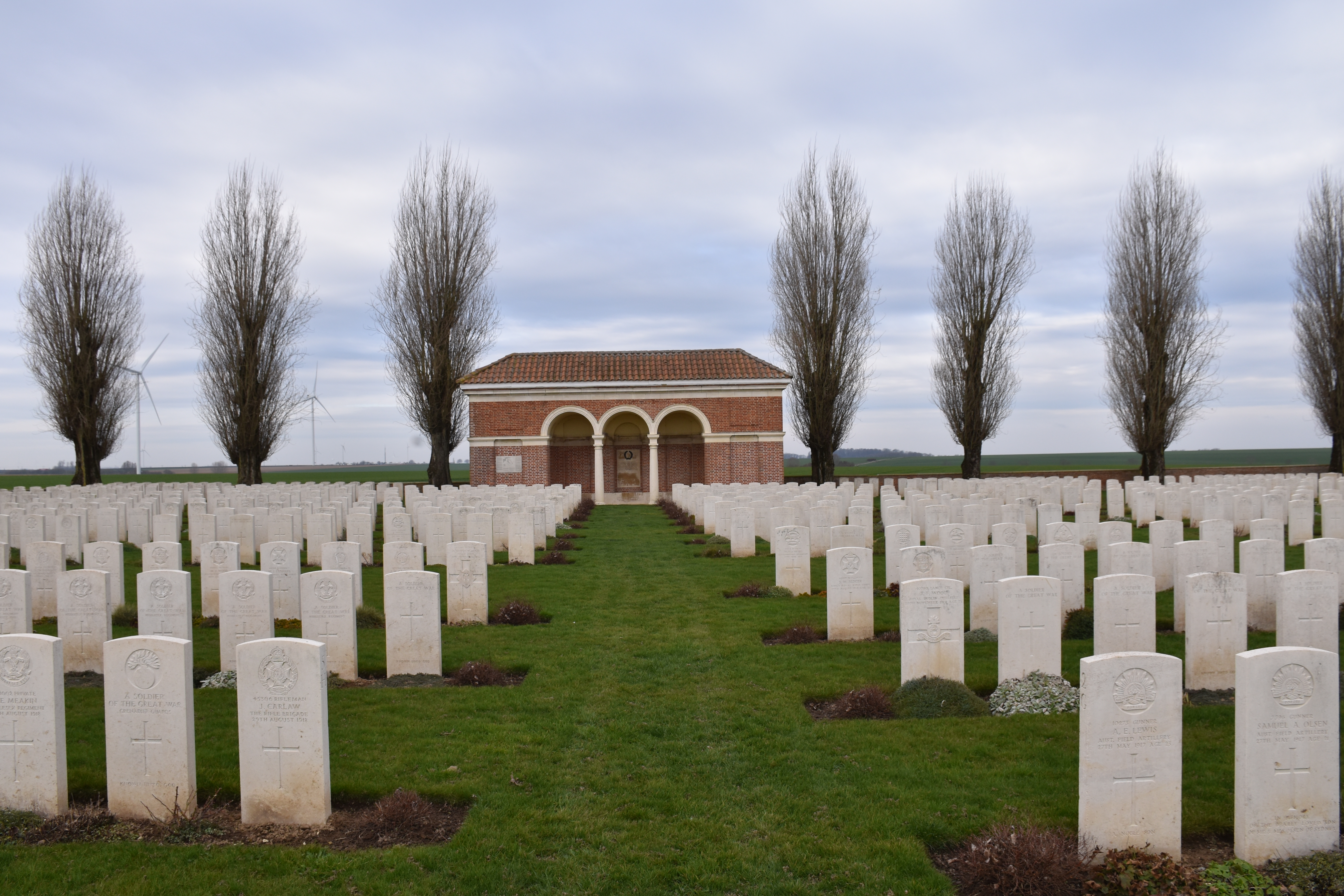
Britischer „H A C“-Soldatenfriedhof des Ersten Weltkrieges
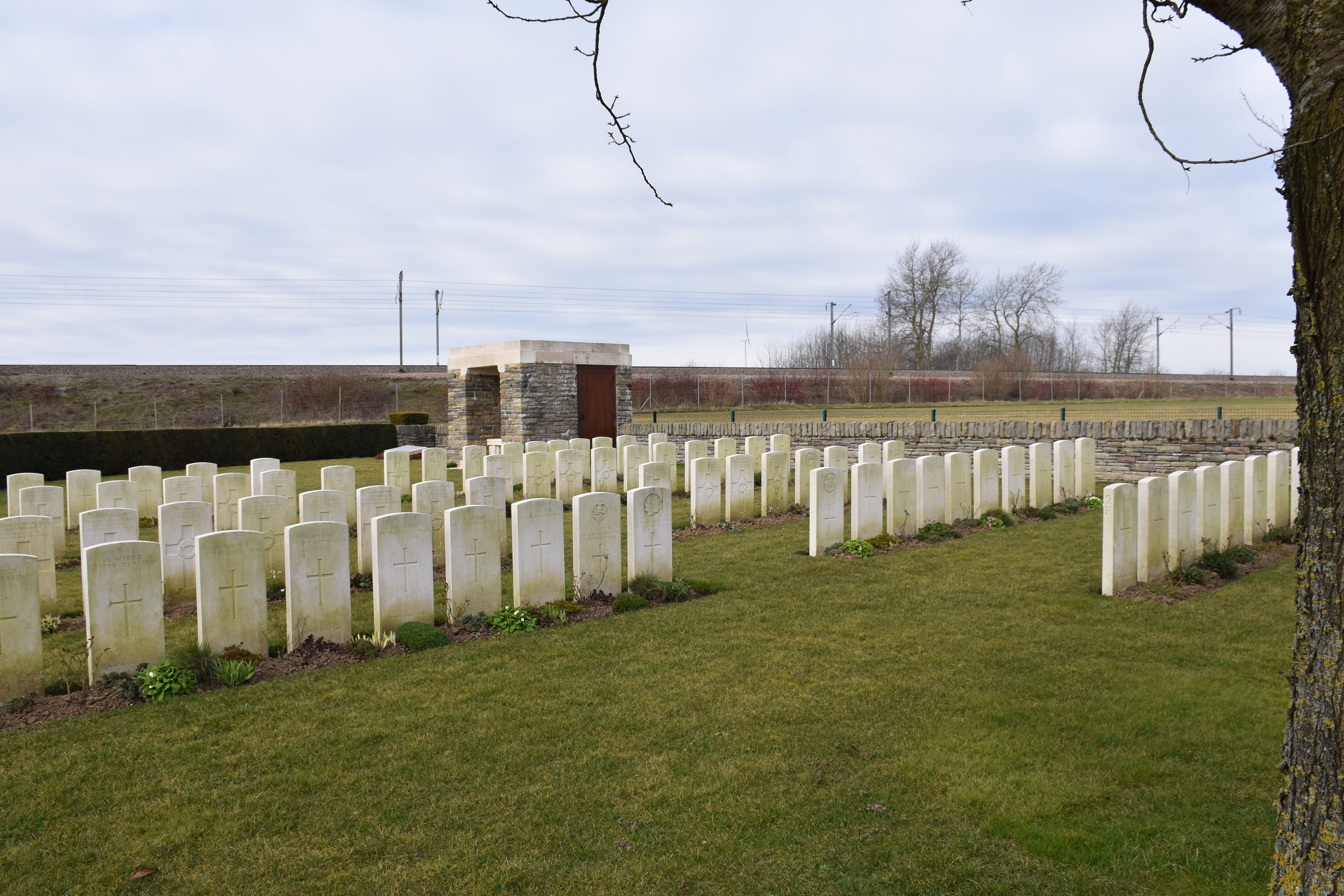
Britischer „L'Homme Mort“-Soldatenfriedhof des Ersten Weltkrieges

- Wasserturmv
- vier britische Soldatenfriedhöfe

- Kirche Saint-Mein
- Öffentlicher Bücherschrank
- Gefallenendenkmal
- Britischer „Ecoust-St Mein“-Soldatenfriedhof
- Britischer „Ecoust“-Soldatenfriedhof des Ersten Weltkrieges
- Britischer „H A C“-Soldatenfriedhof des Ersten Weltkrieges
- Britischer „L'Homme Mort“-Soldatenfriedhof des Ersten Weltkrieges